# Jan Krzysztof Bielecki
Jan Krzysztof Bieleckiⓘ (ur. 3 maja 1951 w Bydgoszczy) – polski polityk i ekonomista. Prezes Rady Ministrów (1991).

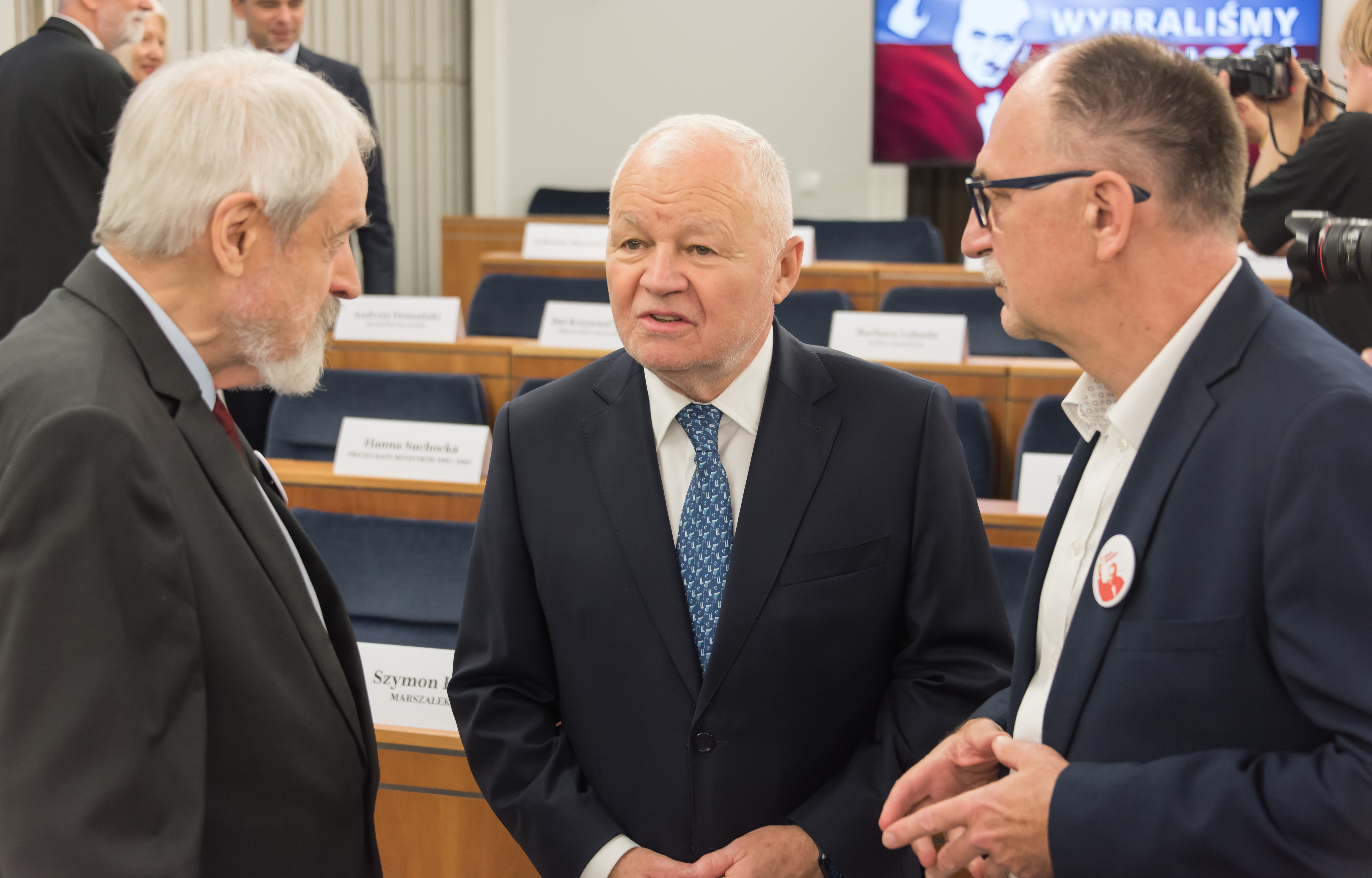
Jan Krzysztof Bielecki (w środku) podczas obchodów 35. rocznicy powołania rządu Tadeusza Mazowieckiego w Senacie RP (2024)

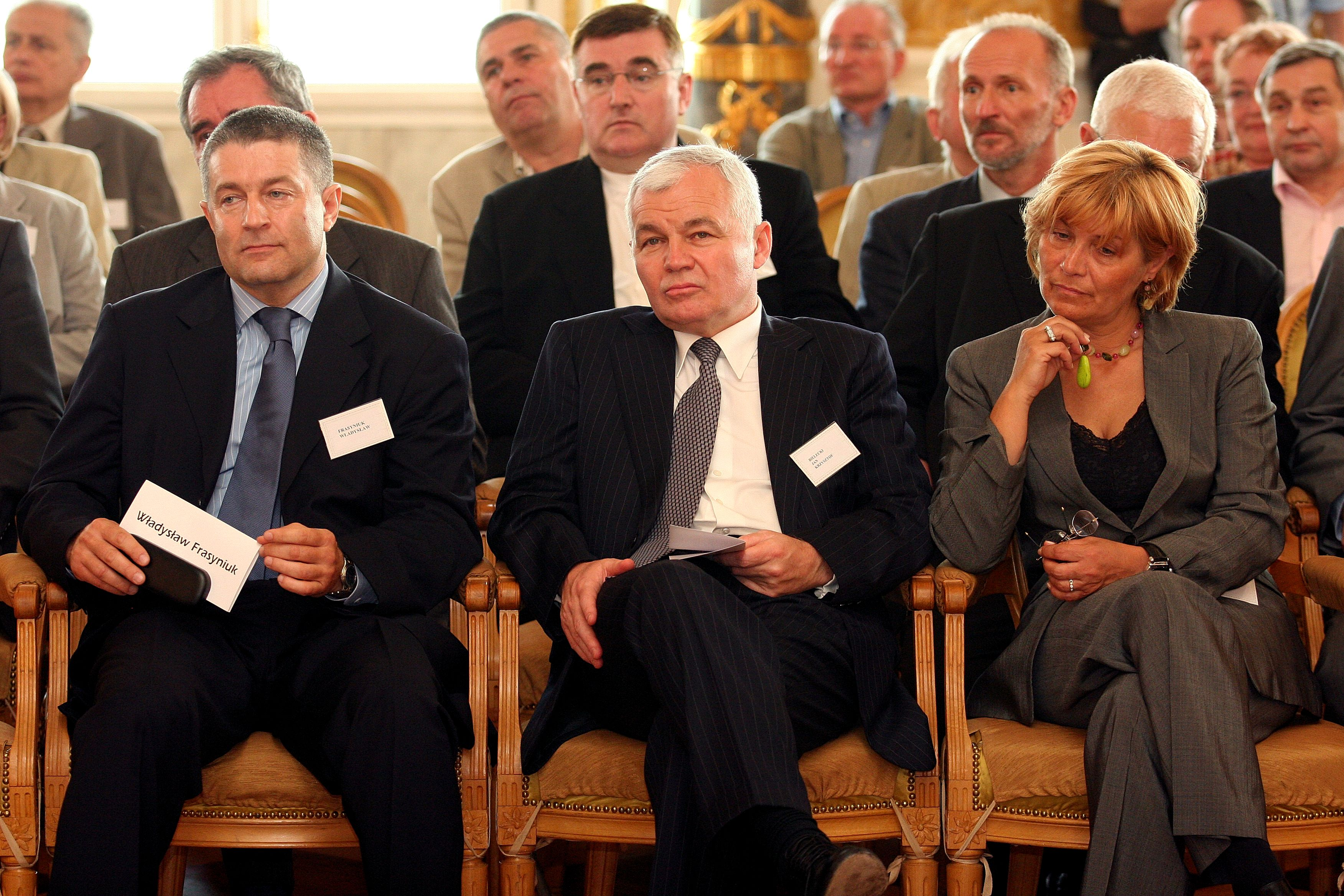
Jan Krzysztof Bielecki podczas konferencji poświęconej 25. rocznicy utworzenia Tymczasowej Komisji Koordynacyjnej NSZZ „Solidarność” (2007)

Jeden z liderów Kongresu Liberalno-Demokratycznego, w latach 1989–1993 poseł na Sejm X i I kadencji, w latach 1992–1993 minister-członek Rady Ministrów ds. kontaktów z Europejską Wspólnotą Gospodarczą, w latach 2003–2010 prezes zarządu Banku Pekao. Kawaler Orderu Orła Białego.

## Życiorys
Absolwent II Liceum Ogólnokształcącego im. dr. Władysława Pniewskiego w Gdańsku. Ukończył następnie w 1973 studia na Wydziale Ekonomiki Transportu Uniwersytetu Gdańskiego ze specjalnością ekonomiki transportu morskiego. W latach 70. pracował jako asystent w Instytucie Ekonomiki Transportu Wodnego. Był jednym z ekspertów „Solidarności”. W okresie stanu wojennego współpracował z podziemnymi władzami związku. W maju 1982 za działalność opozycyjną został usunięty z pracy w Ministerstwie Przemysłu Maszynowego, gdzie był zatrudniony od 1980 w Ośrodku Doskonalenia Kadr Kierowniczych. W latach 1982–1985 prowadził własną działalność gospodarczą, następnie założył spółdzielnię „Doradca”, zatrudniającą m.in. represjonowanych działaczy opozycji.
Z ramienia Komitetu Obywatelskiego pełnił funkcję posła X kadencji, należał do Obywatelskiego Klubu Parlamentarnego. Od 4 stycznia do 6 grudnia 1991 sprawował urząd prezesa Rady Ministrów.
Znalazł się wśród założycieli Kongresu Liberalno-Demokratycznego, w wyborach do Sejmu w 1991 z list tej partii został ponownie posłem, uzyskując największą w kraju liczbę głosów (115 002). W rządzie Hanny Suchockiej zajmował stanowisko ministra-członka Rady Ministrów ds. integracji europejskiej. W wyborach parlamentarnych w 1993 bez powodzenia ubiegał się o reelekcję w okręgu warszawskim (otrzymał 54 312 głosów).
Od listopada 1993 był dyrektorem i przedstawicielem Polski w Europejskim Banku Odbudowy i Rozwoju w Londynie. Po połączeniu KLD z Unią Demokratyczną należał do Unii Wolności, z której odszedł w 2001 po powstaniu Platformy Obywatelskiej.
1 października 2003 objął funkcję prezesa zarządu Banku Polska Kasa Opieki. W listopadzie 2009 podał się do dymisji z zajmowanego stanowiska, zakończył urzędowanie w styczniu 2010. Od 15 stycznia 2010 był przewodniczącym rady Polskiego Instytutu Spraw Międzynarodowych. 9 marca 2010 został powołany przez premiera Donalda Tuska na przewodniczącego Rady Gospodarczej przy prezesie Rady Ministrów. Po objęciu stanowiska premiera przez Ewę Kopacz zastąpił go Janusz Lewandowski.
W 2015 został przewodniczącym Rady Partnerów EY Polska.

## Odznaczenia i wyróżnienia
Ordery i odznaczenia
- Order Orła Białego – 2010[6][7]
- Odznaka Honorowa „Bene Merito” – 2010[8]
- Odznaka honorowa „Za zasługi dla bankowości Rzeczypospolitej Polskiej” – 2006[9]
- Wielki Oficer Legii Honorowej – Francja, 1991[10]
- Wielki Medal Gwanghwa Orderu Zasługi Służby Dyplomatycznej – Korea Południowa, 1991[11]

Nagrody i wyróżnienia
- Nagroda Kisiela – 1991
- Doktor honoris causa Uniwersytetu Gdańskiego – 2024[12]